# Métele al perreo
Métele al perreo (in italiano: "mettilo al twerk") è un singolo dell'artista musicale portoricano Daddy Yankee, pubblicato il 3 settembre 2021 e contenuto nell'album Legendaddy.